# 弗拉德采佩什鄉 (克勒拉希縣)
44°21′N 27°5′E / 44.350°N 27.083°E
弗拉德采佩什鄉（羅馬尼亞語：Comuna Vlad Țepeș, Călărași），是羅馬尼亞的鄉份，位於該國南部，由克勒拉希縣負責管轄，面積65平方公里，海拔高度39米，2007年人口2,329，人口密度每平方公里36人。